# La Bohème

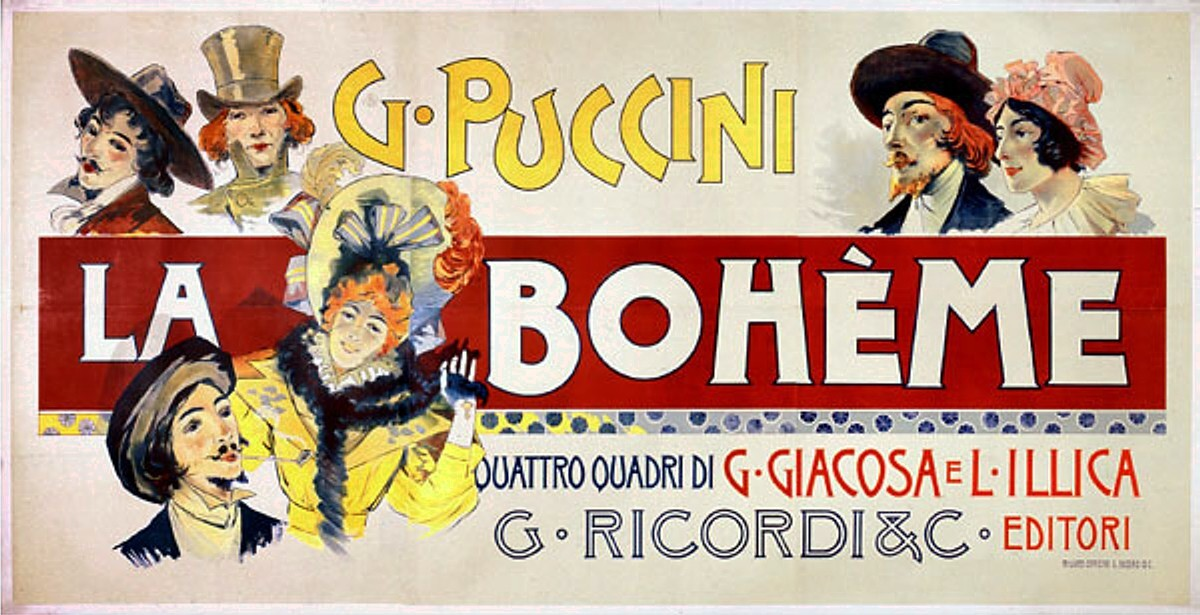
Plakatentwurf von Adolfo Hohenstein, 1895

La Bohème [laboˈɛm] ist eine Oper in vier Bildern, komponiert von Giacomo Puccini. Das Libretto wurde von Luigi Illica und Giuseppe Giacosa nach dem Roman Scènes de la vie de bohème von Henri Murger verfasst. Die Uraufführung fand 1896 im Teatro Regio in Turin unter Arturo Toscanini statt. Trotz schlechter Kritiken nach der Uraufführung wurde La Bohème ein Welterfolg. Sie gehört zum Standard-Repertoire vieler Häuser und ist eine der weltweit am häufigsten aufgeführten Opern. La Bohème steht dem Verismo nahe: Es geht um Leben, Leiden und Lieben von gewöhnlichen Menschen. Sie ist die vierte der zwölf Opern Puccinis und gilt vielen als sein Meisterwerk.

## Handlung
Die Oper spielt in Paris um das Jahr 1830.

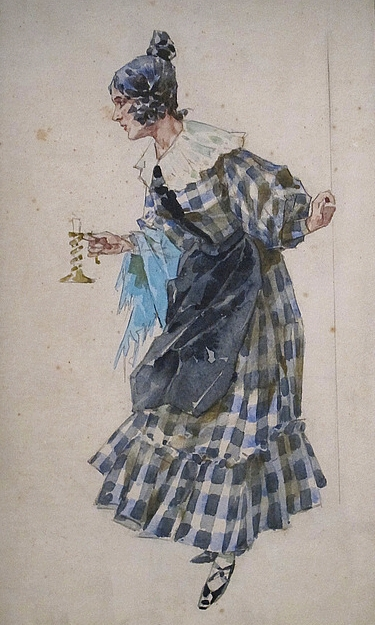
Cesira Ferrani als Mimì. Kostümentwurf von Adolfo Hohenstein für die Uraufführung (1896).

### Erstes Bild
Ort: in einer Mansarde
Die armen Künstler Rodolfo, ein Dichter, und Marcello, ein Maler, sitzen am Weihnachtsabend in ihrer Pariser Mansarde frierend vor dem kalten Ofen. Sie haben weder Brennholz noch etwas zu essen. Um den Ofen wenigstens für kurze Zeit zu entzünden, opfert Rodolfo eines seiner Manuskripte. Es ist schnell verbrannt und der Ofen wird wieder kalt. Ihr Freund, der Philosoph Colline, kommt ebenfalls nach Hause. Er betritt missmutig die Bühne, denn sein Versuch, ein paar Habseligkeiten im Pfandhaus zu versetzen, misslang, da dieses am Weihnachtsabend geschlossen ist. Als letzter kommt Schaunard, ein Musiker, in die Mansarde. Er ist gut gelaunt, denn er hat einen Auftrag erhalten und bringt Wein, etwas zu essen, Brennholz und Geld. Die Laune der vier Freunde bessert sich, und sie beschließen, den Abend in ihrem Stammcafé im Quartier Latin zu verbringen. Da tritt der Vermieter Benoît auf und unterbricht die übermütige Stimmung, indem er die längst fällige Miete eintreiben möchte. Die armen Künstler wissen Rat und verlegen sich auf eine List: Sie bieten Benoît Wein an und verwickeln ihn in ein freundliches Gespräch über seine Wirkung auf die Damenwelt. Der Vermieter fühlt sich geschmeichelt und beginnt weinselig zu prahlen. Nun wendet sich die Unterhaltung: Die vier Künstler machen ihrem Vermieter mit gespielter Entrüstung Vorwürfe, weil dieser seine Frau betrügt, und werfen ihn schließlich aus der Mansarde. Fröhlich beschließen sie nun, ins Café Momus im Quartier Latin zu gehen, um zu feiern. Rodolfo bleibt zunächst zurück, da er einen Artikel fertigstellen will, verspricht aber nachzukommen.
Als Rodolfo, der jetzt allein in der Wohnung ist, an seine Arbeit geht, klopft es an der Tür: Mimì, eine Flurnachbarin, tritt ein und bittet ihn um Feuer für ihre auf der Treppe erloschene Kerze. Sie erleidet in Rodolfos Wohnung einen kurzen Schwächeanfall und verliert dabei ihren Schlüssel, den sie später gemeinsam mit Rodolfo sucht. Er möchte nicht, dass sie den Schlüssel zu schnell findet, und als er auch seine Kerze ausbläst, suchen beide gemeinsam im Dunkeln. Ihre Hände berühren sich, und Rodolfo, der von Mimì angetan ist und den Schlüssel findet, ihn aber heimlich in seine Tasche steckt, stellt sich vor und erzählt von sich (Arie Che gelida manina). Daraufhin erzählt auch Mimì aus ihrem Leben und von ihren Träumen (Arie Sì. Mi chiamano Mimì), und die beiden kommen sich in einem Augenblick verliebter Zweisamkeit näher (Duett O soave fanciulla). Schließlich folgen Mimì und Rodolfo den wartenden Freunden ins Café Momus.

### Zweites Bild
Ort: Quartier Latin – Café Momus

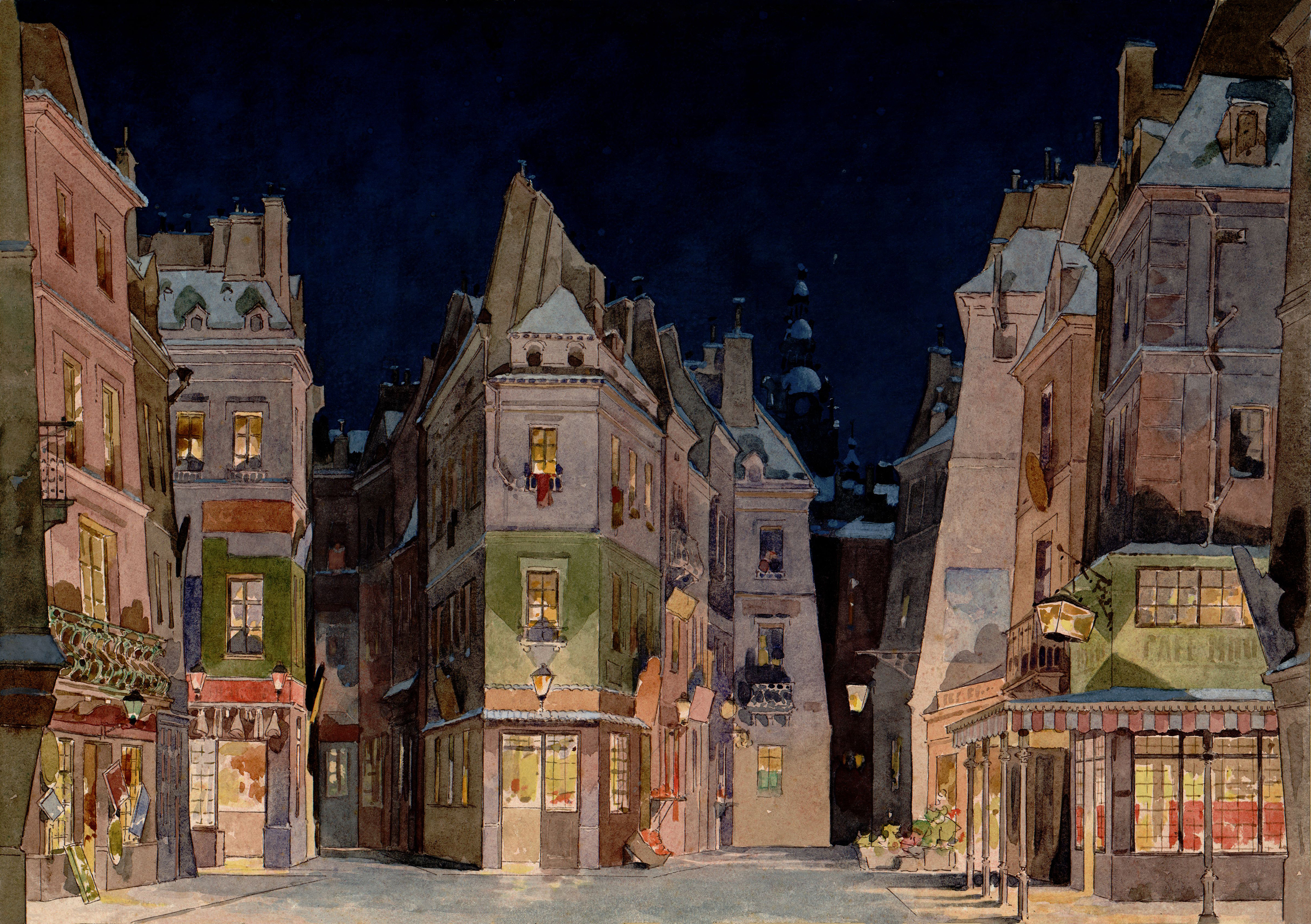
Quartier Latin (zweites Bild) als Vorschlag für die Weltpremiere, Illustration des Set-Designers und Malers Adolfo Hohenstein

Im Quartier Latin herrscht ausgelassener Weihnachtstrubel. Auf dem Platz vor dem Café macht der Spielzeugverkäufer Parpignol zu dieser Jahreszeit immer ein gutes Geschäft und hält dem Ansturm der vielen Kinder kaum stand. Rodolfo kauft ein rosa Häubchen für Mimì, das sie sich schon immer gewünscht hat, wie sie später bekundet. Er stellt sie seinen Freunden vor und zusammen wird im Café Momus fröhlich gefeiert. Am Nebentisch hat sich Musetta, die frühere Geliebte Marcellos, niedergelassen. Sie ist in Begleitung ihres neuen, reichen und merklich älteren Verehrers Alcindoro, dessen sie mittlerweile allerdings überdrüssig ist. Marcello kann Musettas Flirt (Arie Quando m’en vò) nicht widerstehen, und als sie dies erkennt, schickt sie Alcindoro unter einem Vorwand zum Schuster. Auch sie sehnt sich nach Marcello zurück und beide kommen wieder zusammen. Schließlich verlassen die beiden Paare, Schaunard und Colline das Momus, ohne jedoch zu bezahlen. Die Rechnung muss der überraschte und geprellte Alcindoro nach seiner Rückkehr ins Café übernehmen.

### Drittes Bild
Ort: Barrière d’enfer, am Stadtrand
Seit Weihnachten ist einige Zeit vergangen und die beiden Paare Rodolfo und Mimì sowie Marcello und Musetta haben wechselhafte Wochen hinter sich. Letztere leben in einem Gasthof nahe der Zollschranke am Stadtrand. Der Maler Marcello verziert die Wände eines Cabarets mit Bildern und kann so ein wenig Geld verdienen. Musetta tritt gelegentlich als Sängerin auf und gibt den Gästen ab und an Gesangsunterricht. Mimì ist mittlerweile sehr unglücklich und sucht an diesem kalten Februarmorgen Marcello auf, um ihn um Rat zu fragen. Sie spricht mit ihm über Rodolfos unbegründete Eifersucht und darüber, dass er sie deswegen verlassen hat. Als Rodolfo unerwartet erscheint, versteckt sich Mimì. Aus dem belauschten Gespräch der beiden Männer erfährt sie dann die wahren Beweggründe Rodolfos: Dieser erklärt Marcello, dass er Mimì nach wie vor liebe, diese aber sehr krank sei (Schwindsucht) und er ihr wegen seiner Armut nicht helfen kann. Er hofft, dass sie einen reichen Verehrer findet, einen, der sie besser unterstützen und ihr mehr helfen kann als er selbst, und nur deswegen hat er die Beziehung beendet. Mimì, die sich durch ein Husten verrät, verlässt ihr Versteck und beide schließen sich in die Arme. Sie beschließen schweren Herzens ihre Trennung, und zum Abschied gibt Mimì Rodolfo das rosa Häubchen, welches er ihr einst gekauft hat (Arie D’onde lieta uscì). Weil aber ihre Liebe zu groß ist, wollen sie sich nicht sofort trennen, sondern erst im Frühling, denn:
„im Winter, das ist zum Sterben! Einsam“

doch

„im Frühling, da ist die Sonne unser Genosse!“
Gleichzeitig haben Musetta und Marcello einen heftigen Streit wegen seiner üblichen Eifersüchteleien, woraufhin sich Musetta aufs Neue von ihrem Freund trennt und auch sie voneinander Abschied nehmen (Quartett Addio dolce svegliare alla mattina).

### Viertes Bild
Ort: in der Mansarde
Einige Monate später, erneut in der Mansarde, versuchen Rodolfo und Marcello ihrer Arbeit nachzugehen. Dies gelingt ihnen nicht so recht, beide sind mutlos und unglücklich. Sie haben Liebeskummer und denken unentwegt an die schönen Tage mit ihren Lieben, Mimì und Musetta, zurück, von denen sie einige Zeit nichts mehr gehört haben (Arie O Mimì, tu più non torni). Colline und Schaunard kommen in die Mansarde und bringen etwas zu essen mit. Das Mahl fällt zwar spärlich aus, aber die vier Freunde nehmen es mit Humor, stellen sich vor, sie hätten die köstlichsten Speisen, und halten sich mit einem Tanz und einem gespielten Duell mit Feuerzange und Kohlenschaufel bei Laune.
Wenig später ändert sich die Situation: Musetta stürzt atemlos ins Zimmer und bringt die todkranke Mimì mit. Diese schafft es kaum mehr alleine die Treppe hoch, möchte aber Rodolfo noch einmal wiedersehen. Alle kümmern sich rührend um Mimì und Rodolfo bereitet seiner Geliebten einen Platz zum Liegen. Da sie dringend Geld für Medikamente, einen Arzt und einen Muff, den sich Mimì gewünscht hat, benötigen, opfern alle ihren letzten Besitz: Musetta beschließt, ihren Schmuck zu veräußern, Colline tut dasselbe mit seinem geliebten Mantel, der ihn einen langen Teil seines Lebens begleitet hat. Wehmütig verabschiedet er sich davon, bevor er ihn ins Leihhaus gibt (Arie Vecchia zimarra, senti). Nachdem die Freunde gegangen sind, um Geld zu besorgen, bleiben Rodolfo und Mimì allein zurück und erinnern sich ihrer ersten Begegnung in der Mansarde. Mimì nutzt die Gelegenheit, um Rodolfo ein letztes Mal ihrer Liebe zu versichern (Arie Sono andati? Fingevo di dormire), was dieser erwidert. Schließlich kehren die Freunde zurück, und die durch Tuberkulose geschwächte Mimì kann sich noch kurz über den mitgebrachten Muff freuen, ehe es mit ihrem Leben zu Ende geht und sie verstirbt. Rodolfo begreift dies als Letzter und bricht zusammen. Er bringt seine unendliche Trauer zum Ausdruck und die Oper endet mit seinen Schreien:
„Mimì … Mimì“.

## Entstehung

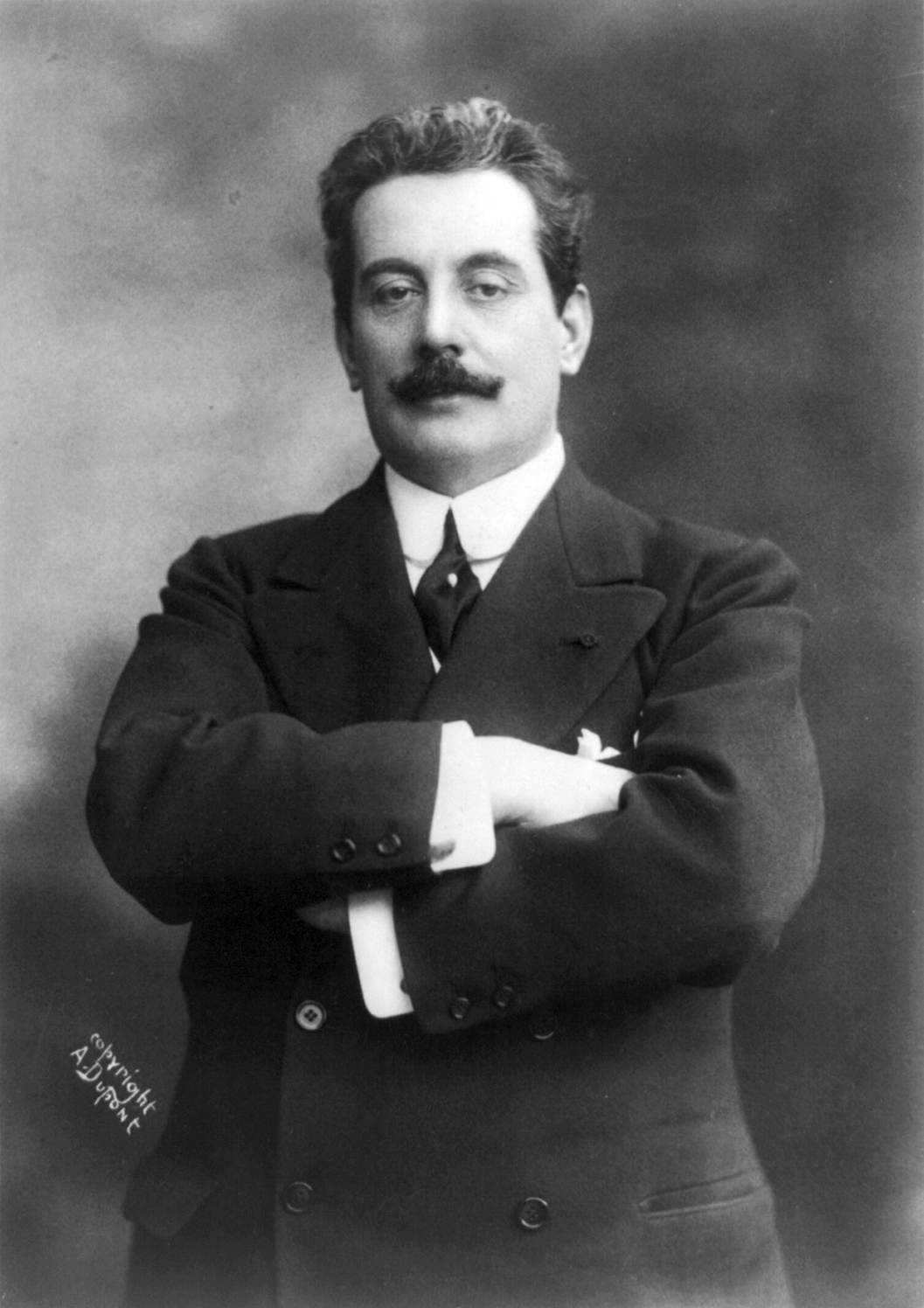
Giacomo Puccini, 1908

Als Vorlage diente Henri Murgers berühmtestes Werk Scènes de la vie de bohème, entstanden 1847–1849, welches Puccini Anfang 1893 las. Er war sofort begeistert und beschrieb die Entstehung der Oper wie folgt:

„Die Geburtsstunde war an einem Regentag, als ich nichts zu tun hatte und mich daran machte, ein Buch zu lesen, das ich nicht kannte. Der Titel lautete ‚Scènes de la Vie de Bohème‘. Das Buch nahm mich mit einem Schlag gefangen. In jener Umgebung von Studenten und Künstlern fühlte ich mich sofort zu Hause. In dem Buch war alles, was ich suchte und liebe: die Frische, die Jugend, die Leidenschaft, die Fröhlichkeit, die schweigend vergossenen Tränen, die Liebe mit ihren Freuden und Leiden. Das ist Menschlichkeit, das ist Empfindung, das ist Herz. Und das ist vor allem Poesie, die göttliche Poesie. Sofort sagte ich mir: das ist der ideale Stoff für eine Oper.“

Obwohl Puccini beschloss, eine Oper zu verfassen, lehnte er ein Angebot von Ruggero Leoncavallo ab, der ihm den Entwurf eines Librettos nach Murgers Vorlage zur Vertonung vorlegte. Das vorgelegte Libretto gefiel Puccini nicht, es war ihm zu „literarisch“. Nachdem Leoncavallo beschlossen hatte, die Oper trotzdem zu verfassen, standen beide im Wettbewerb, was ihre Freundschaft beendete.

## Libretto
Das Libretto verfassten Giuseppe Giacosa, der Literat, und Luigi Illica, der Praktiker, zusammen mit Giacomo Puccini nach dessen Wünschen. Die Idee zu einer Zusammenarbeit dieser drei, welche erstmals bei der Arbeit zu Manon Lescaut aufeinandertrafen, geht auf Giulio Ricordi, einen Freund Puccinis und Verleger der casa editrice Ricordi, zurück, der aufgrund seiner Kenntnisse ebenfalls gelegentlich Hilfe bot. In einem kurzen Vorwort haben die Librettisten darauf hingewiesen, dass sie die Charakterisierung der Figuren und den lokalen Hintergrund Murgers beibehalten und nur bei der dramatischen Gestaltung und den komischen Episoden frei gestaltet haben.
Giacosa, Illica und Puccini haben aus dem Werk Murgers die für sie wirksamsten Stationen und Details entnommen und Neues hinzugefügt, unter anderem Collines Mantellied oder Musettas glitzernde Auftritte. Die beiden weiblichen Hauptfiguren des Vorlagen-Werks, Mimì und Francine, vereinten sie in Mimì, der Idealen. Obwohl sich die Librettisten zunächst oft uneins waren – so war die Zahl und die Reihenfolge der Bilder streitig, der spätere vierte Akt wurde viermal komplett umgearbeitet, und Puccini war zeitweise kurz davor, die Arbeit aufzugeben, wie seinen Briefen zu entnehmen ist: „Ich wüsste nicht zu sagen, ob der Fehler an mir oder am Libretto liegt. Vielleicht an beidem. Vielleicht auch ganz allein an mir.“ –, gelang ihnen mit der Fertigstellung 1895 ein Libretto, das sich laut Kritikern durch die „klare, wenn auch dramatisch ungleiche Formgebung“ auszeichnet, was weder Leoncavallo, der das Libretto zu seiner La Bohème selbst verfasste, noch dem Dramatiker Théodore Barrière mit seinem gleichnamigen Stück aus dem Jahr 1849 gelang. Puccini war seit seinem Studium am Konservatorium davon überzeugt, dass eine enge Zusammenarbeit und Verbundenheit von Komponist und Librettist essentiell sind. Ein weiterer wichtiger Punkt für ihn war die Tiefe der Charaktere und eine detaillierte Ausarbeitung von deren psychologischen Feinheiten. Er achtete sehr darauf, den Text trotz seiner drei Schauplätze von Weitschweifigkeiten frei zu halten, im Gegensatz zu den verspielteren Darstellungen in Murgers 23 Kapiteln, für ihn wichtige Momente wurden aber sehr akribisch verfasst. Während die ersten beiden Bilder in einer fröhlichen Atmosphäre spielen, herrscht in den Akten drei und vier eine wehmütige, traurige Stimmung. Das vierte Bild spiegelt das erste wider, es findet am selben Ort statt und ist ebenso in zwei Hälften getrennt (1. Bild: die Geschichte der vier Künstler/Rodolfo lernt Mimì kennen; 4. Bild: die Situation der vier Künstler/Abschied und Tod von Mimì). Die klare Struktur und Gliederung, die Konzentration auf das Wesentliche – Puccini konzentrierte sich in seiner Handlung sehr auf Mimì und Rodolfo –, verbunden mit dessen detailreicher Beschreibung – Puccini bezeichnete sich selbst als den „Mann der kleinen Details“ – zeigen den hohen künstlerischen Anspruch Puccinis an das Libretto.
Mi chiamano Mimì, die Vorstellung Mimìs, Arie der Sopranistin im ersten Bild (Auszug):
| Italienisch Sì. Mi chiamano Mimì, ma il mio nome è Lucia. La storia mia è breve. A tela o a seta ricamo in casa e fuori... Son tranquilla e lieta ed è mio svago far gigli e rose. Mi piaccion quelle cose che han sì dolce malìa, che parlano d’amor, di primavere, di sogni e di chimere, quelle cose che han nome poesia... Lei m’intende? |  | Deutsche Übersetzung Ja. Man nennt mich Mimì, doch mein Name ist Lucia. Meine Geschichte ist kurz. Auf Leinen oder auf Seide sticke ich daheim und auswärts. Ich bin ruhig und heiter und am liebsten sticke ich Lilien und Rosen. Mich freuen diese Dinge, die solchen süßen Zauber besitzen, die von der Liebe sprechen und vom Frühling; die mir von Träumen sprechen und von Chimären, diese Dinge, die Poesie heißen. Sie verstehen mich? |  |  |

Seine Zusammenarbeit mit Giacosa und Illica war eine der erfolgreichsten in der Geschichte der italienischen Oper, weshalb sie in der Folge, trotz diverser Diskussionen und Auseinandersetzungen während der Arbeit am Libretto von La Bohème, ebenfalls an den Opern Tosca und Madama Butterfly zusammenarbeiteten. Mit dem Tod von Giacosa im Jahr 1906 endete die gemeinsame Arbeit.
Leoncavallos gleichnamiges Werk, welches zeitgleich und praktisch im Wettbewerb mit Puccini entstand, wurde ein Jahr später fertiggestellt und 1897 in Venedig uraufgeführt. Es orientiert sich näher an der literarischen Vorlage, und Leoncavallo kritisiert das vermeintlich so fröhliche, freie Bohème-Leben im Gegensatz zu Puccini. Hinter dem Welterfolg von Puccinis La Bohème, welche in das Standard-Repertoire der Opernwelt Einzug fand, blieb Leoncavallos Werk weit zurück und wird heute selten aufgeführt.

## Musik

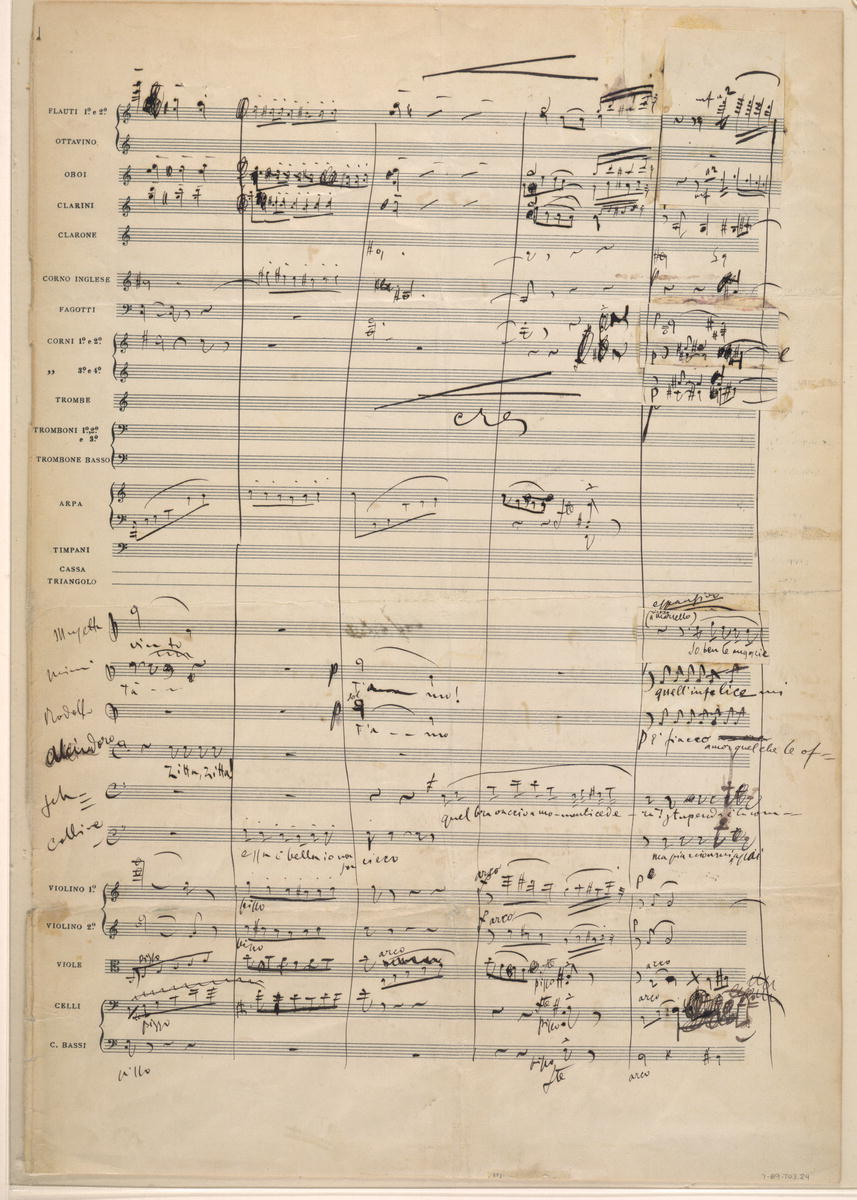
Ausschnitt aus dem Autograph der Partitur

Die Oper La Bohème hat keine Ouvertüre, sie ist als durchkomponierte dramatische Großform in vier Bildern angelegt, und die Spieldauer beträgt ca. 110 Minuten. Puccinis Werk ist, in der Zeit der jungen Veristen eine Generation nach Giuseppe Verdi, eines der bedeutendsten der italienischen Oper und der Oper um die Jahrhundertwende überhaupt. Der Text und die Musik bilden eine Einheit. Das Themenmaterial ist ganz auf das szenische Geschehen abgestimmt, bei dem in kontrastreicher Gegenüberstellung lyrisch-sentimentale mit humorvollen, lebendigen Partien im Wechsel stehen. Die Themen werden ausgiebig in leitmotivischem Sinn verarbeitet, aber nicht in der symphonisch-dramatischen Art Richard Wagners, sondern entsprechend Puccinis ausgeprägtem Formgefühl in symmetrisch gebauten, geschlossenen Gebilden, die oft nur einige wenige Takte oder kurze Perioden umfassen. So ist, wie Puccini selbst sagt, der „ganze letzte Akt aus logischen Erinnerungsmotiven aufgebaut“. Puccinis Opern wurden vor allem wegen ihrer Melodien zum Erfolg, was auch und gerade für La Bohème gilt. Er verstand es, genau für die Stimme zu schreiben, und die Instrumentation seiner Partituren ist sehr differenziert und meisterhaft.
Für die orchestrale Einleitung und den Beginn der Oper verwendete Puccini Teile aus Capriccio Sinfonico, seiner Prüfungsarbeit am Mailänder Konservatorium 1882. Die relativ leichte Rolle des Colline war die Debütpartie von zahlreichen bedeutenden Sängern, u. a. Boris Christow, Kim Borg, Ruggero Raimondi und Willard White.

### Arien und Duette
La Bohème ist eine durchkomponierte Oper; Arien und Duette sind in den musikalischen Fluss eingebettet, statt wie in einer Nummernoper voneinander abgegrenzt zu sein. Dennoch enthält La Bohème eine Reihe von solistischen Glanzstücken, die durch ihre besondere musikalische Gestaltung, Länge der solistischen Passagen, Schwierigkeit der Interpretation oder Intensität der transportierten Gefühle aus der Oper herausragen. Diese Stücke sind besonders bekannt und beliebt und deshalb auf Opern-Samplern wie auch bei konzertanten „Best-of“-Aufführungen zu hören. Da diese Stücke das Repertoire eines Opernsängers demonstrieren, stehen sie auch bei Vorsingen auf dem Programm. Die folgenden acht Arien bzw. Duette repräsentieren die typische Auswahl von Höhepunkten aus La Bohème und werden in der Reihenfolge aus der Oper aufgeführt:
 Che gelida manina („Wie eiskalt ist dies Händchen“, Takt 912–983, Länge ca. 4 Minuten), Arie des Rodolfo aus dem 1. Bild. Rodolfo philosophiert über das Glück und nähert sich dabei Mimì an. Seine Arie hat Züge eines Selbstporträts. Auch wenn sie als klassische aria di sortita (Arie beim Auftritt) konzipiert ist, findet darin eine lyrische Entwicklung statt. Die Arie hat vier Teile: Auf den ersten Teil Che gelida manina (912–947) folgt das kurze Rezitativ Chi son? Sono un poeta (947–956). Der dritte Teil In povertà mia lieta (956–964) greift Schaunards erste Melodie aus der Szene davor auf, wodurch eine musikalische Reminiszenz an das Verbrennen von Rodolfos Dichtung entsteht. Der vierte und letzte Teil der Arie Talor dal mio forziere (964–983) hat einen lyrischen Charakter und schwingt sich auf dem Wort speranza (Hoffnung) zum hohen C auf.
 Sì. Mi chiamano Mimì („Man nennt mich Mimì“, Takt 984–1054, Länge ca. 4:50 Minuten), Arie der Mimì aus dem 1. Bild. Diese Arie folgt direkt auf Rodolfos Arie Che gelida manina und ähnelt wie diese einem Selbstporträt.
 O soave fanciulla („O liebliches Mädchen, o süßes Antlitz“, Länge ca. 4 Minuten), Duett von Rodolfo und Mimì aus dem 1. Bild. In diesem Duett gestehen sich Rodolfo und Mimì gegenseitig ihre Liebe.
 Quando m’en vò („Wenn ich so gehe, wenn ich so allein auf der Straße gehe“), Arie der Musetta aus dem 2. Bild. Mit dieser Arie im ¾-Takt, auch als Musettas Walzer bekannt, will Musetta Marcello eifersüchtig machen.
 D’onde lieta uscì („Woher sie froh einst kam“), Arie der Mimì aus dem 3. Bild. Mimì verabschiedet sich von Rodolfo und überlässt ihm als Andenken ihr Häubchen.
 O Mimì, tu più non torni („O Mimì, du kehrst nie wieder“), Arie des Rodolfo aus dem 4. Bild.
Vecchia zimarra, senti („Hör’ du alter Mantel“, Länge ca. 1:40), Arie des Colline aus dem 4. Bild, auch Mantel-Arie genannt. Colline lobt seinen Mantel und damit auch sein bisheriges Leben als Bohemien, bevor er ihn ins Leihhaus verabschiedet. Diese Arie, eigentlich eine Arietta (Kurzarie), spielt im Gefüge des 4. Bildes eine wichtige Rolle: Sie nimmt den Schluss der Oper inhaltlich wie musikalisch vorweg. Colline, der keine romantischen Interessen verfolgt, ist mit all seiner Leidenschaft bei den Künsten und der Philosophie. Von dieser Liebe und der ganzen bisherigen Existenz mit seinen Freunden trennt er sich nun symbolisch. Auch die Zuschauer, die den Kauf des Mantels miterlebt haben, spüren diesen Verlust. Ganz am Ende der Oper wird das Bass-Thema der Mantel-Arie wiederholt. Vecchia zimarra gehört für tiefe Bässe bei Vorsingen zu den Standards.
 Sono andati? Fingevo di dormire („Sind sie gegangen? Ich gab nur vor zu schlafen“), Duett von Mimì und Rodolfo aus dem 4. Bild. Mit ihrem Schwanengesang drückt Mimì ihre fortwährende Liebe zu Rodolfo aus, die dieser erwidert. Einen Vergleich ihrer Schönheit mit der Morgenröte weist Mimì zurück: Ihre Schönheit sei eher wie der Sonnenuntergang, ein Vorgriff auf den Tod.

### Besetzung
Die Solisten werden laut Kloiber aus folgenden Stimmfächern besetzt, wie dort nach Reihenfolge des Auftretens angegeben:
- Rodolfo, Jugendlicher Heldentenor, auch lyrischer Tenor (große Partie)
- Schaunard, Charakterbariton, auch lyrischer Bariton (mittlere Partie)
- Marcello, Kavalierbariton (große Partie)
- Colline, seriöser Bass, auch schwerer Spielbass (mittlere Partie)
- Benoît, Bass (kleine Partie)
- Mimì, jugendlich-dramatischer Sopran, auch lyrischer Sopran (große Partie)
- Musetta, lyrischer Koloratursopran, auch Koloratursoubrette (mittlere Partie)
- Parpignol, Spieltenor, auch Charaktertenor (kleine Partie)
- Alcindoro, Charakterbass, auch Bassbariton oder Charaktertenor (kleine Partie)
- Sergeant bei der Zollwache und Zöllner, zwei Bässe (kleine Partien)

Der Chor gilt als mittlere Partie, im Vergleich zu anderen Opern hat der Kinderchor eine größere Rolle.
Das Orchester ist wie folgt besetzt:
- Streicher: Standardbesetzung von 1. und 2. Violinen, Bratschen, Violoncelli und Kontrabässen
- Holzbläser: zwei Flöten, eine Piccoloflöte (im 3. Bild auch Flöte), zwei Oboen, ein Englischhorn, zwei Klarinetten, eine Bassklarinette, zwei Fagotte
- Blechbläser: vier Hörner, drei Trompeten, drei Posaunen, ein Cimbasso/eine Kontrabassposaune[18]
- Schlagwerk: eine Pauke, verteilt auf 3 bis 4 Spieler: Glockenspiel, Xylophon, Triangel, kleine und große Trommel, Becken, Tamburin, Röhrenglocke
- Diverse: zwei Harfen

Die Bühnenmusik in der Jahrmarktszene im 2. Bild ist mit zwei bis sechs Piccoloflöten, zwei bis sechs Trompeten und einer kleinen Marschtrommel besetzt.

## Aufführungsgeschichte

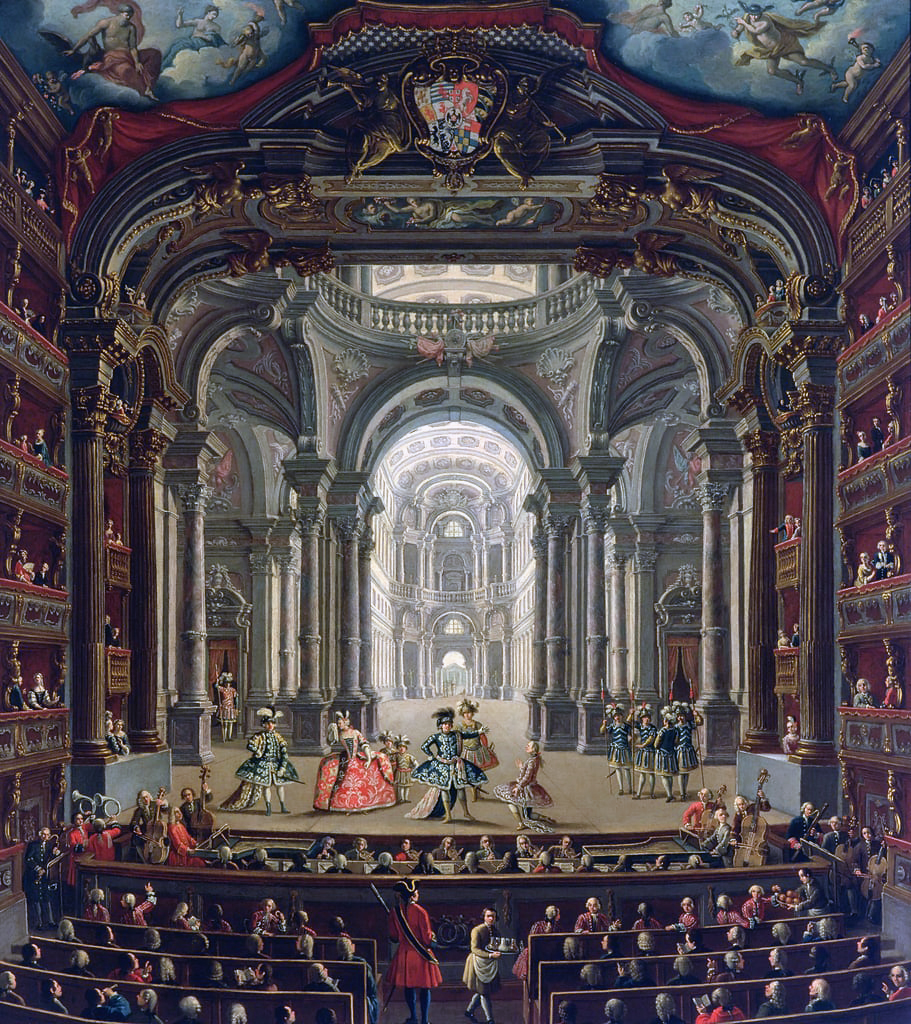
Ort der Uraufführung, das Teatro Regio di Torino, Zeichnung aus dem 18. Jh.

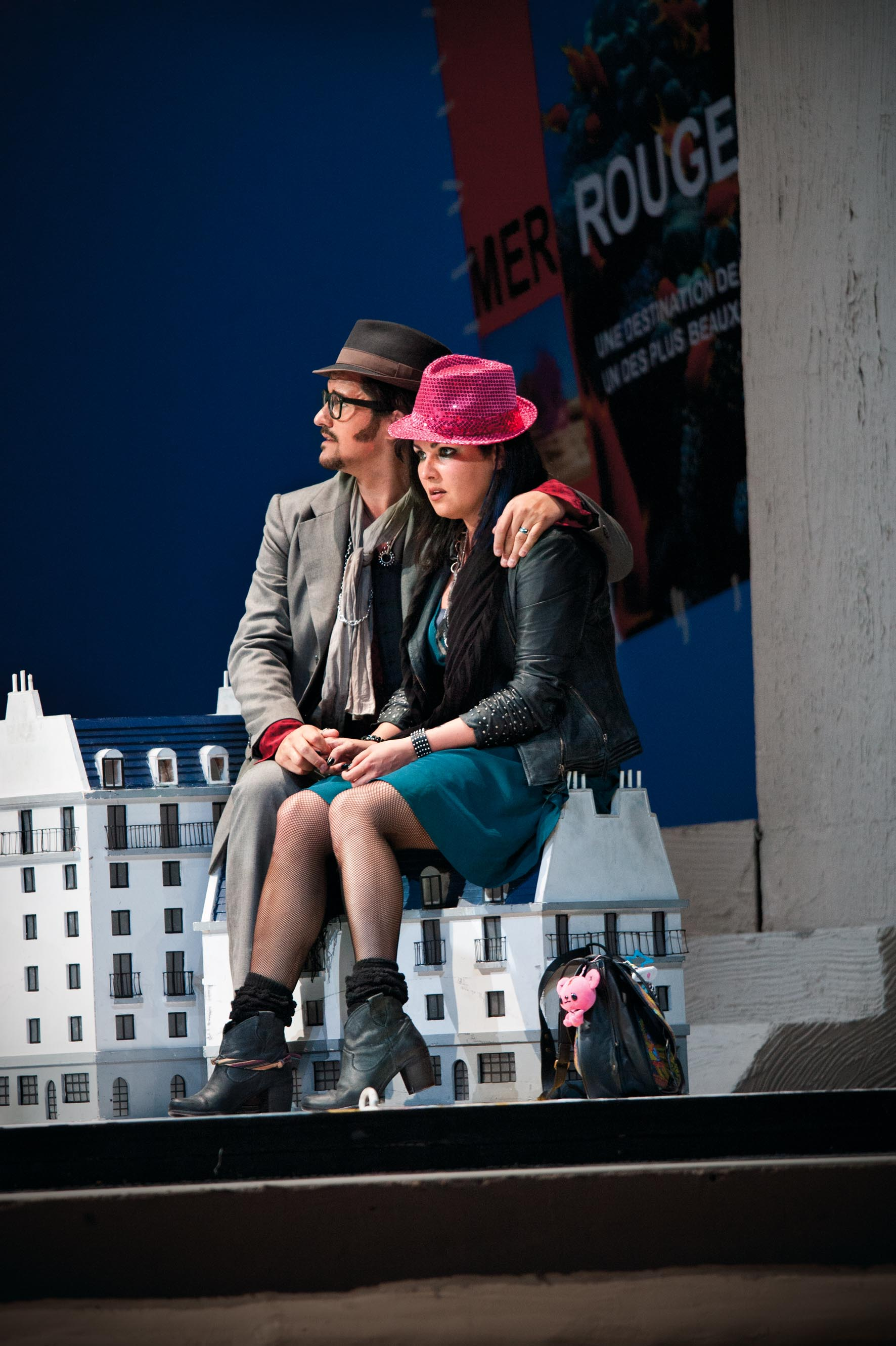
Piotr Beczała und Anna Netrebko als Rodolfo und Mimì, Salzburger Festspiele 2012

Die Uraufführung am 1. Februar 1896 im Teatro Regio in Turin unter der Leitung des 28-jährigen Arturo Toscanini mit Cesira Ferrani als Mimì und Evan Gorga als Rodolfo war kein Erfolg. Das Publikum reagierte verhalten, die lediglich fünf Vorhänge stellten für Puccini eine Enttäuschung dar. Die Kritik äußerte sich überwiegend ablehnend; so schrieb Carlo Bersezio in der Gazetta Piemontese: „Niemand kann behaupten, dass La Bohème eine künstlerisch gelungene Oper sei … Die Musik ist oberflächlich … so wie diese Bohème keinen tiefen Eindruck beim Hörer hinterlässt, so wird sie auch keine bedeutende Spur in der Operngeschichte hinterlassen …“ Als Gründe für den Misserfolg wurden die nicht optimale Besetzung genannt sowie, dass die Oper zu voreilig aufgeführt worden war – die Uraufführung erfolgte bereits sechs Wochen nach Abschluss der Komposition, nicht zuletzt um Leoncavallo zuvorzukommen, dessen Bohème dann aber erst über ein Jahr später, am 7. Mai 1897, in Venedig herausgebracht wurde.
Die nächste Aufführung, die schon am 23. Februar in Rom im Teatro dell’Argentina stattfand, wurde ebenfalls kühl aufgenommen, und auch eine weitere am Teatro San Carlo in Neapel brachte nicht den erhofften Erfolg. Erst mit der Aufführung am 14. April 1896 in Palermo unter Leopoldo Mugnone erfolgte der Durchbruch: „Dreitausend Hörer wollten am Ende, eine Stunde nach Mitternacht, das Haus nicht eher verlassen, bis Mugnone mit dem noch anwesenden Teil des Orchesters und den überwiegend schon umgekleideten Sängern das ganze Finale wiederholte.“ Nun verbreitete sich die Oper schnell über die italienischen und die internationalen Bühnen: Noch 1896 folgen Erstaufführungen in Brescia und Bologna (jeweils unter Toscanini) sowie am 16. Juni im Teatro Colón in Buenos Aires. Im März 1897 folgte die Erstaufführung an der Mailänder Scala, erneut unter Mugnone, im April unter Toscanini in Venedig. Im selben Jahr kam es zu Aufführungen in Livorno, Alexandria, Moskau, Lissabon, Rio de Janeiro, Los Angeles und Den Haag; in englischer Sprache in Manchester und London, Royal Opera House Covent Garden, sowie auf Deutsch in Berlin unter Ignatz Waghalter. Weitere Erstaufführungen erfolgten unter anderem 1898 in Paris, am Théâtre du Châtelet, 1899 in Sankt Petersburg, 1900 in New York und 1901 im Teatro Amazonas in Manaus.
In der Aufführung in Livorno von 1897 gab Enrico Caruso sein Rollendebüt als Rodolfo; er debütierte in dieser Rolle auch 1900 an der Scala und wurde „für mehr als zwei Jahrzehnte der herausragende Interpret des Rodolfo“; seine veristisch inspirierte Interpretation der Rolle wurde für mehr als ein halbes Jahrhundert zum Maßstab. Puccini hat Caruso angeblich persönlich zur Transponierung der Rolle um einen Halbton nach unten autorisiert.
Puccinis La Bohème verzeichnet von der Uraufführung bis heute nicht nur eine lückenlose Aufführungstradition, sondern auch eine ungebrochen hohe Popularität. Diese verdankt sie nicht zuletzt der Verbindung einer überschaubaren Handlungsstruktur mit effektvollen Einzelszenen, die den Solisten die Präsentation ihrer stimmlichen Fähigkeiten ermöglichen. Große und kleine Opernhäuser haben das Werk regelmäßig im Spielplan – auf irgendeiner Opernbühne wird immer Bohème gegeben; so kam die Oper beispielsweise in der Spielzeit 2010/2011 auf insgesamt 552 Aufführungen in 90 Inszenierungen und gehörte damit zusammen mit der Zauberflöte, La traviata, Carmen und Figaros Hochzeit zu den weltweit fünf meistgespielten Opern.
Als maßstabsetzend gilt die Inszenierung von Franco Zeffirelli, 1963 an der Mailänder Scala, die auch in Wien, München, Montreal, Moskau, New York und Washington gezeigt wurde. In dieser Modell-Bohème mit Herbert von Karajan als Dirigent sangen unter anderem Mirella Freni, Eugenia Ratti, Gianni Raimondi und Rolando Panerai. In den folgenden Jahren haben die führenden Interpreten ihrer Zeit Partien in dieser Inszenierung übernommen, so zum Beispiel Luciano Pavarotti, José Carreras, Giacomo Aragall, Ileana Cotrubaș, Graziella Sciutti oder Hilde Güden. Die Zeffirelli-Inszenierung hielt sich bis 1978 im Spielplan der Scala und befindet sich nach wie vor im Repertoire der Wiener Staatsoper und der Metropolitan Opera.
Bei den Salzburger Festspielen 2012 inszenierte Damiano Michieletto die Oper als „düsteres Kammerspiel“ ohne das übliche „Dekor der Belle Epoque“ und ohne Mansarden-Romantik: „[…] die Barrière d’Enfer ist hier keine Zollschranke an der Stadtgrenze sondern im Wortsinn ein Tor zur Hölle, eine zubetonierte Autobahn-Öde im dreckigen Schneematsch, ein Ort vollendeter Tristesse, erhellt allein durch die Neonröhren einer Bierbude.“ Anna Netrebko und Piotr Beczała waren in den Hauptrollen zu sehen, es dirigierte Daniele Gatti.
Eine Adaption der Oper bietet das 1996 uraufgeführte Musical Rent von Jonathan Larson.

## Rezeption
Trotz anfänglich schlechter Kritiken wurde La Bohème ein Welterfolg. Dies liegt laut Burton D. Fisher daran, dass es Puccini mit seiner Oper gelungen sei, das Publikum zu verzaubern. Jeder könne in das Stück eintauchen und am alltäglichen Leben, den Sorgen und der Liebe der Darsteller teilhaben. (Die Oper steht dem Verismo nahe: es geht in ihr nicht um Sagengestalten oder Königshäuser, sondern um Leben, Leiden und Lieben von gewöhnlichen Menschen.) In ihrer Biographie über den Komponisten schreibt die Autorin Philipp-Matz, dass La Bohème Puccinis bestes Werk sei, ein wahres Meisterstück. Der britische Kritiker Frank Granville Barker sieht in La Bohème „eines der Wunder der Welt“, eine bahnbrechende Arbeit für die Oper. Auch unter den mitwirkenden Künstlern wird die Oper sehr geschätzt, so lobte Plácido Domingo in einer Analyse aus dem Jahr 2002 die „sehr realistische Liebesgeschichte“ sowie die zum „Dahinschmelzen schöne Musik“ des „Genies Puccini“.
Wie sehr La Bohème bereits von Zeitgenossen als „typische“ Oper verstanden wurde, zeigt beispielsweise die Rezeption in Thomas Manns 1924 erschienenem Roman Der Zauberberg. Im Kapitel Fülle des Wohllauts werden im Lungensanatorium auf einem neuen Grammophon Arien aus zahlreichen Opern gespielt, unter anderem aus La Bohème. Zu dieser heißt es: „Und Zärtlicheres gab es auf Erden nicht, als den Zwiegesang aus einer modernen italienischen Oper […] als diese bescheidene und innige Gefühlsannäherung zwischen der weltberühmten Tenorstimme […] und einem glashell-süßen kleinen Sopran, – als sein ‚Da mi il braccio, mia piccina‘ und die simple, süße, gedrängt melodische kleine Phrase, die sie ihm zur Antwort gab …“ Die mehrfache Betonung des Süßen deutet an, wie das Werk dabei aufgefasst wurde.

## Diskographie
Die Diskographie von La Bohème ist, wie es für eine derart populäre Oper mit einer über hundertjährigen Aufführungstradition zu erwarten ist, sehr umfangreich. Operabase verzeichnet seit der ersten Gesamtaufnahme 1918 (auf zwölf Schallplatten) über 100 Studio- und Live-Einspielungen auf Schellack, Vinyl, CD und DVD, neuerdings auch als Blu-ray. Operadis führt gar 285 Aufnahmen bis 2009. Die meisten Schellack- und LP-Aufnahmen wurden mittlerweile digitalisiert und liegen auch als CD vor. Dabei ist die Diskographie enger als bei anderen Werken mit der Aufführungstradition verbunden, da auch vom Uraufführungsdirigenten Toscanini eine Einspielung aus dem Jahr 1946 mit Jan Peerce als Rodolfo und Licia Albanese als Mimì erhalten ist. Auch Thomas Beecham, dessen letzte Einspielung von 1956 stammt (mit Victoria de los Angeles als Mimì und Jussi Björling als Rodolfo), hat noch selbst mit Puccini zusammengearbeitet.
So gut wie alle namhaften Dirigenten haben La Bohème aufgenommen, einige sind mit mehreren Einspielungen vertreten, so beispielsweise Herbert von Karajan, der La Bohème insgesamt fünf Mal eingespielt hat (1963, 1964, 1967, 1972 und 1977). Bei den Solisten ist La Bohème nicht weniger beliebt – kein namhafter Interpret des italienischen Fachs fehlt in den Besetzungslisten. Etliche Sänger sind vielfach vertreten, so etwa Mirella Freni, für die zwischen 1963 und 1989 insgesamt 17 Aufnahmen der Mimì verzeichnet sind, oder Luciano Pavarotti mit zwölf Einspielungen als Rodolfo zwischen 1961 und 1989. Auch für die Nebenrollen fanden sich immer wieder prominente Besetzungen wie Cesare Siepi, Robert Merrill, Sherrill Milnes oder in jüngerer Zeit Thomas Hampson als Marcello und Samuel Ramey als Colline. Fast alle Einspielungen wurden in italienischer Sprache vorgenommen, eine der wenigen Ausnahmen ist die in deutscher Sprache von 1956 unter Richard Kraus mit Fritz Wunderlich als Rodolfo.
Im Folgenden werden nur die in Fachzeitschriften, Opernführern oder Ähnlichem besonders ausgezeichneten oder aus anderen Gründen nachvollziehbar erwähnenswerten Aufnahmen aufgeführt.
- 1918 (erste bekannte Aufnahme; Anfang fehlt): Carlo Sabajno (Dirigent), Orchester und Chor des Teatro alla Scala Mailand. Remo Andreini (Rodolfo), Ernesto Badini (Marcello), Aristide Baracchi (Schaunard), Vincenzo Bottone (Colline), Gemma Bosini (Mimì), Adalgisa Giana (Musetta), Uraldo Ceccarelli (Benoît), C. Maestri (Parpignol). House of Opera CD-ROM, HMV 55056-78 (Schellack), Cantus Classics 500940 (2 CD).[33]:13428
- 1956 (Opernwelt-CD-Tipp:„künstlerisch wertvoll“[34]; Gramophone-Empfehlung: „The Gramophone Choice“[35]): Thomas Beecham (Dirigent), RCA Victor Orchestra, RCA Victor Chorus. Jussi Björling (Rodolfo), Robert Merrill (Marcello), John Reardon (Schaunard), Giorgio Tozzi (Colline), Victoria de los Angeles (Mimì), Lucine Amara (Musetta), Fernando Corena (Benoît und Alcindoro), William Nahr (Parpignol), George del Monte (Sergeant). EMI CDS 5 56236-2 (2 CD), Angel CDCB-47235 (2 CD)EMI »Great Recordings of the Century« CMS 5 67750-2 (2 CD), Naxos historical 8.111249-50 (2 CD), Regis RRC 2075 (2 CD), Cantus Classics 500890 (2 CD).[33]:13479
- 26. September 1964 (Video; live aus dem Bolschoi-Theater Moskau; Gramophone-Empfehlung: „DVD Recommendation“[35]): Herbert von Karajan (Dirigent), Franco Zeffirelli (Inszenierung), Orchester und Chor des Teatro alla Scala Mailand. Gianni Raimondi (Rodolfo), Rolando Panerai (Marcello), Gianni Maffeo (Schaunard), Ivo Vinco (Colline), Mirella Freni (Mimì), Edda Vincenzi (Musetta), Carlo Badioli (Benoît), Franco Calabrese (Alcindoro), Franco Ricciardi (Parpignol), Giuseppe Morresi (Sergeant), Angelo Mercuriali (Verkäufer). Fonit Cetra CD: CDE 1010.[33]:13511
- Oktober 1972 (Opernwelt-CD-Tipp: „Referenz-Aufnahme“[34]; Gramophone-Empfehlung: „Additional Recommendation“[35]): Herbert von Karajan (Dirigent), Berliner Philharmoniker, Chor der Deutschen Oper Berlin. Luciano Pavarotti (Rodolfo), Rolando Panerai (Marcello), Gianni Maffeo (Schaunard), Nikolaj Gjaurow (Colline), Mirella Freni (Mimì), Elizabeth Harwood (Musetta), Michel Sénéchal (Benoît und Alcindoro), Gernot Pietsch (Parpignol), Hans-Dieter Appelt (Sergeant). DECCA CD: 421 049-2, DECCA LP: 6.35200(2), DECCA MC: K2B 5.[33]:13553
- Februar 1979 (Gramophone-Empfehlung: „Additional Recommendation“[35]): Colin Davis (Dirigent), Orchester und Chor der Covent Garden Opera London. Josep Carreras (Rodolfo), Ingvar Wixell (Marcello), Hakan Hagegaard (Schaunard), Robert Lloyd (Colline), Katia Ricciarelli (Mimì), Ashley Putnam (Musetta), Giovanni de Angelis (Benoît), William Elvin (Alcindoro), Francis Egerton (Parpignol), Richard Hazell (Sergeant). Philips CD: 416 492-2, Philips LP: 6769 031 (2 LP).[33]:13617
- 1988 (Video; live aus San Francisco; Gramophone-Empfehlung: „DVD Recommendation“[35]): Tiziano Severini (Dirigent), Francesca Zambello (Inszenierung), Orchester und Chor der San Francisco Opera. Luciano Pavarotti (Rodolfo), Gino Quilico (Marcello), Stephen Dickson (Schaunard), Nikolaj Gjaurow (Colline), Mirella Freni (Mimì), Sandra Pacetti (Musetta), Italo Tajo (Benoît), Daniel Harper (Parpignol), Mark Coles (Sergeant), Cameron Henley (Zöllner). Pioneer LD: PLMCB 00281, Castle RM VI: CV 2802, Polygram VI: 079 158 3, Virgin VI: VVD 603, Arthaus Music 100 047 (1 DVD).[33]:13682
- 2003 (Video; live aus Mailand; Gramophone-Empfehlung: „DVD Recommendation“[35]): Bruno Bartoletti (Dirigent), Orchester und Chor des Teatro alla Scala Mailand, Franco Zeffirelli (Inszenierung). Marcelo Álvarez (Rodolfo), Roberto Servile (Marcello), Natale de Carolis (Schaunard), Giovanni Battista Parodi (Colline), Cristina Gallardo-Domâs (Mimì), Hei-Kyung Hong (Musetta), Matteo Peirone (Benoît), Angelo Romero (Alcindoro), Alberto Fraschina (Parpignol), Ernesto Panariello (Sergeant), Tino Nava (Zöllner), Antonio Novello (Verkäufer). TDK DVUS-OPBOH (1 DVD).[33]:13750
- April 2006 (Video; live aus Madrid; Gramophone-Empfehlung: „DVD Recommendation“[35]): Jesús López Cobos (Dirigent), Giancarlo del Monaco (Inszenierung), Titularorchester und Chor des Teatro Real Madrid. Aquiles Machado (Rodolfo), Fabio Maria Capitanucci (Marcello), David Menéndez (Schaunard), Felipe Bou (Colline), Inva Mula (Mimì), Laura Giordano (Musetta), Juan Tomas Martinez (Benoît), Alfredo Mariotti (Alcindoro), Gonzalo Fernandez de Teran (Parpignol), Federico Gallar (Sergeant), Mario Villoria (Zöllner). Opus Arte OA0961D (1 DVD).[33]:13761
- April 2007 (live, konzertant aus der Philharmonie München; auch als Soundtrack einer DVD; Gramophone-Empfehlung: „Additional Recommendation“[35]; ECHO Klassik 2009: „Operneinspielung des Jahres – 19. Jahrhundert“[36]): Bertrand de Billy (Dirigent), Symphonie-Orchester und Chor des Bayerischen Rundfunks, Kinderchor des Theaters am Gärtnerplatz. Rolando Villazón (Rodolfo), Boaz Daniel (Marcello), Stéphane Degout (Schaunard), Vitalij Kowaljow (Colline), Anna Netrebko (Mimì), Nicole Cabell (Musetta), Tiziano Bracci (Benoît, Alcindoro und Zöllner), Kevin Conners (Parpignol), Gerald Häußler (Sergeant). DG 477 6600 (2 CDs), Axiom Films AXM 596 (DVD).[33]:13762

Neben den Gesamtaufnahmen ist La Bohème auch eine beliebte Quelle für Einzelaufnahmen oder Auskopplungen für Sampler. Bereits von Enrico Caruso sind ab 1906 (noch mit Walze aufgezeichnet) mehrere Aufnahmen der Arie des Rodolfo (Che gelida manina) erhalten; allerdings gibt es von Caruso keine Gesamtaufnahme der Oper. Che gelida manina soll allein zwischen 1900 und 1980 von fast 500 Tenören in mindestens sieben verschiedenen Sprachen aufgenommen worden sein. Diese fast inflationäre Anzahl von Einspielungen ermöglicht jedoch eine Übersicht über die Entwicklung des Gesangsstils und der Vortragsweise anhand eines Stücks.

## Verfilmungen (Auswahl)
Die Oper wurde mehrfach verfilmt, so dass heute eine Reihe von Inszenierungen als DVD oder Blu-ray verfügbar ist. 2009 inszenierte Anja Horst für das Schweizer Fernsehen La Bohème im Hochhaus als Liveaufzeichnung an verteilten Orten. Die Spielorte im Berner Gäbelbachquartier waren ein Hochhaus als Mansarde und ein Einkaufszentrum als Weihnachtsmarkt.
(Jahr, Regie, Mimì, Rodolfo, Dirigent, Orchester, Formate)
- 1965 – Franco Zeffirelli, Mirella Freni, Gianni Raimondi, Herbert von Karajan, Orchester Teatro alla Scala, DVD
- 1989 – Francesca Zambello, Mirella Freni, Luciano Pavarotti, Tiziano Severini, Orchester San Francisco Opera, DVD
- 2006 – Robin Lough, Aquiles Machando, Inva Mula, Jesús López Cobos, Orchestra of the Teatro Real; Blu-ray, DVD
- 2008 – Gary Halvorson, Angela Gheorghiu, Ramon Vargas, Nicola Luisotti, Metropolitan Opera Orchestra, DVD
- 2008 – Robert Dornhelm, Anna Netrebko, Rolando Villazon, Bertrand de Billy, Symphonieorchester des Bayerischen Rundfunks, Blu-ray, DVD
- 2010 – John Copley, Teodor Ilincai, Hibla Gerzmava, Andris Nelsons, Royal Opera House Chorus and Orchestra, Blu-ray, DVD (live)
- 2010 – Brian Large, Anna Netrebko, Piotr Beczała; Danielle Gatti, Wiener Philharmoniker, Blu-ray, DVD